# Tmesisternus lucens
Tmesisternus lucens är en skalbaggsart som beskrevs av Stefan von Breuning 1970. Tmesisternus lucens ingår i släktet Tmesisternus och familjen långhorningar. Inga underarter finns listade i Catalogue of Life.